# 1969年のナショナルリーグチャンピオンシップシリーズ
1969年の野球において、メジャーリーグベースボール（MLB）のポストシーズンは10月4日に開幕した。ナショナルリーグの第1回リーグチャンピオンシップシリーズ（英語: Inaugural National League Championship Series、以下「リーグ優勝決定戦」と表記）は、同日から6日にかけて計3試合が開催された。その結果、ニューヨーク・メッツ（東地区）がアトランタ・ブレーブス（西地区）を3勝0敗で下し、球団創設8年目で初のナショナルリーグ優勝およびワールドシリーズ進出を果たした。
前年までのMLBでは、ナショナルリーグもアメリカンリーグも、総当たりのレギュラーシーズンで最高勝率を記録した球団がそのままリーグ優勝となり、ワールドシリーズへ進出していた。それがこの年から、東・西2地区に分かれてそれぞれのレギュラーシーズン優勝球団を決めたうえで、その地区優勝球団どうしが5戦3勝制のリーグ優勝決定戦で対戦し、そのシリーズを制した球団がワールドシリーズへ進出する方式に改められた。ホームフィールド・アドバンテージは、この年から1997年までは交代で付与されていた。
レギュラーシーズンでは両球団は12試合対戦し、メッツが8勝4敗と勝ち越している。直接対決だけでなくシーズン勝率でもメッツのほうが好成績を残していたが、今シリーズ開幕前の予想ではブレーブスのほうが有利とみられていた。メッツはブレーブスに1勝もさせず、初戦からの3連勝でリーグ優勝決定戦を突破した。当時のアメリカ合衆国は泥沼化するベトナム戦争に軍事介入していたため、ブレーブスGMのポール・リチャーズは「メッツをベトナムへ送り込もう、あの連中なら戦争も3日で終結させてくれるだろ」と話した。このあとメッツは、ワールドシリーズでもアメリカンリーグ王者ボルチモア・オリオールズを4勝1敗で下して優勝した。しかしそのワールドシリーズ制覇の衝撃が大きかったがゆえに、今リーグ優勝決定戦については後年に触れられる機会が少ない。

## 試合結果
1969年のナショナルリーグ優勝決定戦は10月4日に開幕し、3日間で3試合が行われた。日程・結果は以下の通り。
| 日付                                                     | 試合  | ビジター球団（先攻）   | スコア | ホーム球団（後攻）     | 開催球場               | 開催球場                                 |
| -------------------------------------------------------- | ----- | ---------------------- | ------ | ---------------------- | ---------------------- | ---------------------------------------- |
| 10月04日（土）                                           | 第1戦 | ニューヨーク・メッツ   | 9－5   | アトランタ・ブレーブス | アトランタ・スタジアム | アトランタ・スタジアムシェイ・スタジアム |
| 10月05日（日）                                           | 第2戦 | ニューヨーク・メッツ   | 11－6  | アトランタ・ブレーブス | アトランタ・スタジアム | アトランタ・スタジアムシェイ・スタジアム |
| 10月06日（月）                                           | 第3戦 | アトランタ・ブレーブス | 4－7   | ニューヨーク・メッツ   | シェイ・スタジアム     | アトランタ・スタジアムシェイ・スタジアム |
| 優勝：ニューヨーク・メッツ（3勝0敗 / 球団創設8年目で初） |       |                        |        |                        |                        | アトランタ・スタジアムシェイ・スタジアム |

### 第1戦 10月4日
- アトランタ・スタジアム（ジョージア州アトランタ）

|                        | 1 | 2 | 3 | 4 | 5 | 6 | 7 | 8 | 9 | R | H  | E |
| ---------------------- | - | - | - | - | - | - | - | - | - | - | -- | - |
| ニューヨーク・メッツ   | 0 | 2 | 0 | 2 | 0 | 0 | 0 | 5 | 0 | 9 | 10 | 1 |
| アトランタ・ブレーブス | 0 | 1 | 2 | 0 | 1 | 0 | 1 | 0 | 0 | 5 | 10 | 2 |

1. 勝利：トム・シーバー（1勝）
2. セーブ：ロン・テイラー（1S）
3. 敗戦：フィル・ニークロ（1敗）
4. 本塁打
ATL：トニー・ゴンザレス1号ソロ、ハンク・アーロン1号ソロ
5. 審判
［球審］アル・バーリック
［塁審］一塁: オーギー・ドナテリ、二塁: エド・スドル、三塁: エド・バーゴ
［外審］左翼: クリス・ペレコダス、右翼: メル・スタイナー
6. 昼間試合  試合時間: 2時間37分  観客: 5万122人
詳細: MLB.com Gameday / Baseball-Reference.com

| ニューヨーク・メッツ | ニューヨーク・メッツ | ニューヨーク・メッツ | ニューヨーク・メッツ | ニューヨーク・メッツ | アトランタ・ブレーブス | アトランタ・ブレーブス | アトランタ・ブレーブス | アトランタ・ブレーブス | アトランタ・ブレーブス                                                                                    |
| -------------------- | -------------------- | -------------------- | -------------------- | --- | ---------------------- | ---------------------- | ---------------------- | ---------------------- | --- |
| 打順                 | 守備                 | 選手                 | 打席                 | T・シーバーJ・グロートE・クレイン · プールK・ボズウェルW・ギャレットB・ハレルソンC・ジョーンズT・エイジーA・シャムスキー | 打順                   | 守備                   | 選手                   | 打席                   | P・ニークロB・ディディエーO・セペダF・ミヤーンC・ボイヤーG・ガリードR・カーティーT・ゴンザレスH・アーロン |
| 1                    | 中                   | T・エイジー          | 右                   | T・シーバーJ・グロートE・クレイン · プールK・ボズウェルW・ギャレットB・ハレルソンC・ジョーンズT・エイジーA・シャムスキー | 1                      | 二                     | F・ミヤーン            | 右                     | P・ニークロB・ディディエーO・セペダF・ミヤーンC・ボイヤーG・ガリードR・カーティーT・ゴンザレスH・アーロン |
| 2                    | 三                   | W・ギャレット        | 左                   | T・シーバーJ・グロートE・クレイン · プールK・ボズウェルW・ギャレットB・ハレルソンC・ジョーンズT・エイジーA・シャムスキー | 2                      | 中                     | T・ゴンザレス          | 左                     | P・ニークロB・ディディエーO・セペダF・ミヤーンC・ボイヤーG・ガリードR・カーティーT・ゴンザレスH・アーロン |
| 3                    | 左                   | C・ジョーンズ        | 右                   | T・シーバーJ・グロートE・クレイン · プールK・ボズウェルW・ギャレットB・ハレルソンC・ジョーンズT・エイジーA・シャムスキー | 3                      | 右                     | H・アーロン            | 右                     | P・ニークロB・ディディエーO・セペダF・ミヤーンC・ボイヤーG・ガリードR・カーティーT・ゴンザレスH・アーロン |
| 4                    | 右                   | A・シャムスキー      | 左                   | T・シーバーJ・グロートE・クレイン · プールK・ボズウェルW・ギャレットB・ハレルソンC・ジョーンズT・エイジーA・シャムスキー | 4                      | 左                     | R・カーティー          | 右                     | P・ニークロB・ディディエーO・セペダF・ミヤーンC・ボイヤーG・ガリードR・カーティーT・ゴンザレスH・アーロン |
| 5                    | 二                   | K・ボズウェル        | 左                   | T・シーバーJ・グロートE・クレイン · プールK・ボズウェルW・ギャレットB・ハレルソンC・ジョーンズT・エイジーA・シャムスキー | 5                      | 一                     | O・セペダ              | 右                     | P・ニークロB・ディディエーO・セペダF・ミヤーンC・ボイヤーG・ガリードR・カーティーT・ゴンザレスH・アーロン |
| 6                    | 一                   | E・クレインプール    | 左                   | T・シーバーJ・グロートE・クレイン · プールK・ボズウェルW・ギャレットB・ハレルソンC・ジョーンズT・エイジーA・シャムスキー | 6                      | 三                     | C・ボイヤー            | 右                     | P・ニークロB・ディディエーO・セペダF・ミヤーンC・ボイヤーG・ガリードR・カーティーT・ゴンザレスH・アーロン |
| 7                    | 捕                   | J・グロート          | 右                   | T・シーバーJ・グロートE・クレイン · プールK・ボズウェルW・ギャレットB・ハレルソンC・ジョーンズT・エイジーA・シャムスキー | 7                      | 捕                     | B・ディディエー        | 両                     | P・ニークロB・ディディエーO・セペダF・ミヤーンC・ボイヤーG・ガリードR・カーティーT・ゴンザレスH・アーロン |
| 8                    | 遊                   | B・ハレルソン        | 両                   | T・シーバーJ・グロートE・クレイン · プールK・ボズウェルW・ギャレットB・ハレルソンC・ジョーンズT・エイジーA・シャムスキー | 8                      | 遊                     | G・ガリード            | 右                     | P・ニークロB・ディディエーO・セペダF・ミヤーンC・ボイヤーG・ガリードR・カーティーT・ゴンザレスH・アーロン |
| 9                    | 投                   | T・シーバー          | 右                   | T・シーバーJ・グロートE・クレイン · プールK・ボズウェルW・ギャレットB・ハレルソンC・ジョーンズT・エイジーA・シャムスキー | 9                      |                        | P・ニークロ            | 右                     | P・ニークロB・ディディエーO・セペダF・ミヤーンC・ボイヤーG・ガリードR・カーティーT・ゴンザレスH・アーロン |
| 先発投手             | 先発投手             | 先発投手             | 投球                 | T・シーバーJ・グロートE・クレイン · プールK・ボズウェルW・ギャレットB・ハレルソンC・ジョーンズT・エイジーA・シャムスキー | 先発投手               | 先発投手               | 先発投手               | 投球                   | P・ニークロB・ディディエーO・セペダF・ミヤーンC・ボイヤーG・ガリードR・カーティーT・ゴンザレスH・アーロン |
| T・シーバー          | T・シーバー          | T・シーバー          | 右                   | T・シーバーJ・グロートE・クレイン · プールK・ボズウェルW・ギャレットB・ハレルソンC・ジョーンズT・エイジーA・シャムスキー | P・ニークロ            | P・ニークロ            | P・ニークロ            | 右                     | P・ニークロB・ディディエーO・セペダF・ミヤーンC・ボイヤーG・ガリードR・カーティーT・ゴンザレスH・アーロン |

### 第2戦 10月5日
- アトランタ・スタジアム（ジョージア州アトランタ）

|                        | 1 | 2 | 3 | 4 | 5 | 6 | 7 | 8 | 9 | R  | H  | E |
| ---------------------- | - | - | - | - | - | - | - | - | - | -- | -- | - |
| ニューヨーク・メッツ   | 1 | 3 | 2 | 2 | 1 | 0 | 2 | 0 | 0 | 11 | 13 | 1 |
| アトランタ・ブレーブス | 0 | 0 | 0 | 1 | 5 | 0 | 0 | 0 | 0 | 6  | 9  | 3 |

1. 勝利：ロン・テイラー（1勝1S）
2. セーブ：タグ・マグロウ（1S）
3. 敗戦：ロン・リード（1敗）
4. 本塁打
NYM：トミー・エイジー1号2ラン、ケン・ボズウェル1号2ラン、クレオン・ジョーンズ1号2ラン
ATL：ハンク・アーロン2号3ラン
5. 審判
［球審］オーギー・ドナテリ
［塁審］一塁: エド・スドル、二塁: エド・バーゴ、三塁: クリス・ペレコダス
［外審］左翼: メル・スタイナー、右翼: アル・バーリック
6. 昼間試合  試合時間: 3時間10分  観客: 5万270人
詳細: MLB.com Gameday / Baseball-Reference.com

| ニューヨーク・メッツ | ニューヨーク・メッツ | ニューヨーク・メッツ | ニューヨーク・メッツ | ニューヨーク・メッツ | アトランタ・ブレーブス | アトランタ・ブレーブス | アトランタ・ブレーブス | アトランタ・ブレーブス | アトランタ・ブレーブス                                                                                  |
| -------------------- | -------------------- | -------------------- | -------------------- | --- | ---------------------- | ---------------------- | ---------------------- | ---------------------- | --- |
| 打順                 | 守備                 | 選手                 | 打席                 | J・クーズマンJ・グロートE・クレイン · プールK・ボズウェルW・ギャレットB・ハレルソンC・ジョーンズT・エイジーA・シャムスキー | 打順                   | 守備                   | 選手                   | 打席                   | R・リードB・ディディエーO・セペダF・ミヤーンC・ボイヤーG・ガリードR・カーティーT・ゴンザレスH・アーロン |
| 1                    | 中                   | T・エイジー          | 右                   | J・クーズマンJ・グロートE・クレイン · プールK・ボズウェルW・ギャレットB・ハレルソンC・ジョーンズT・エイジーA・シャムスキー | 1                      | 二                     | F・ミヤーン            | 右                     | R・リードB・ディディエーO・セペダF・ミヤーンC・ボイヤーG・ガリードR・カーティーT・ゴンザレスH・アーロン |
| 2                    | 三                   | W・ギャレット        | 左                   | J・クーズマンJ・グロートE・クレイン · プールK・ボズウェルW・ギャレットB・ハレルソンC・ジョーンズT・エイジーA・シャムスキー | 2                      | 中                     | T・ゴンザレス          | 左                     | R・リードB・ディディエーO・セペダF・ミヤーンC・ボイヤーG・ガリードR・カーティーT・ゴンザレスH・アーロン |
| 3                    | 左                   | C・ジョーンズ        | 右                   | J・クーズマンJ・グロートE・クレイン · プールK・ボズウェルW・ギャレットB・ハレルソンC・ジョーンズT・エイジーA・シャムスキー | 3                      | 右                     | H・アーロン            | 右                     | R・リードB・ディディエーO・セペダF・ミヤーンC・ボイヤーG・ガリードR・カーティーT・ゴンザレスH・アーロン |
| 4                    | 右                   | A・シャムスキー      | 左                   | J・クーズマンJ・グロートE・クレイン · プールK・ボズウェルW・ギャレットB・ハレルソンC・ジョーンズT・エイジーA・シャムスキー | 4                      | 左                     | R・カーティー          | 右                     | R・リードB・ディディエーO・セペダF・ミヤーンC・ボイヤーG・ガリードR・カーティーT・ゴンザレスH・アーロン |
| 5                    | 二                   | K・ボズウェル        | 左                   | J・クーズマンJ・グロートE・クレイン · プールK・ボズウェルW・ギャレットB・ハレルソンC・ジョーンズT・エイジーA・シャムスキー | 5                      | 一                     | O・セペダ              | 右                     | R・リードB・ディディエーO・セペダF・ミヤーンC・ボイヤーG・ガリードR・カーティーT・ゴンザレスH・アーロン |
| 6                    | 一                   | E・クレインプール    | 左                   | J・クーズマンJ・グロートE・クレイン · プールK・ボズウェルW・ギャレットB・ハレルソンC・ジョーンズT・エイジーA・シャムスキー | 6                      | 三                     | C・ボイヤー            | 右                     | R・リードB・ディディエーO・セペダF・ミヤーンC・ボイヤーG・ガリードR・カーティーT・ゴンザレスH・アーロン |
| 7                    | 捕                   | J・グロート          | 右                   | J・クーズマンJ・グロートE・クレイン · プールK・ボズウェルW・ギャレットB・ハレルソンC・ジョーンズT・エイジーA・シャムスキー | 7                      | 捕                     | B・ディディエー        | 両                     | R・リードB・ディディエーO・セペダF・ミヤーンC・ボイヤーG・ガリードR・カーティーT・ゴンザレスH・アーロン |
| 8                    | 遊                   | B・ハレルソン        | 両                   | J・クーズマンJ・グロートE・クレイン · プールK・ボズウェルW・ギャレットB・ハレルソンC・ジョーンズT・エイジーA・シャムスキー | 8                      | 遊                     | G・ガリード            | 右                     | R・リードB・ディディエーO・セペダF・ミヤーンC・ボイヤーG・ガリードR・カーティーT・ゴンザレスH・アーロン |
| 9                    | 投                   | J・クーズマン        | 右                   | J・クーズマンJ・グロートE・クレイン · プールK・ボズウェルW・ギャレットB・ハレルソンC・ジョーンズT・エイジーA・シャムスキー | 9                      |                        | R・リード              | 右                     | R・リードB・ディディエーO・セペダF・ミヤーンC・ボイヤーG・ガリードR・カーティーT・ゴンザレスH・アーロン |
| 先発投手             | 先発投手             | 先発投手             | 投球                 | J・クーズマンJ・グロートE・クレイン · プールK・ボズウェルW・ギャレットB・ハレルソンC・ジョーンズT・エイジーA・シャムスキー | 先発投手               | 先発投手               | 先発投手               | 投球                   | R・リードB・ディディエーO・セペダF・ミヤーンC・ボイヤーG・ガリードR・カーティーT・ゴンザレスH・アーロン |
| J・クーズマン        | J・クーズマン        | J・クーズマン        | 左                   | J・クーズマンJ・グロートE・クレイン · プールK・ボズウェルW・ギャレットB・ハレルソンC・ジョーンズT・エイジーA・シャムスキー | R・リード              | R・リード              | R・リード              | 右                     | R・リードB・ディディエーO・セペダF・ミヤーンC・ボイヤーG・ガリードR・カーティーT・ゴンザレスH・アーロン |

### 第3戦 10月6日
- シェイ・スタジアム（ニューヨーク州ニューヨーク市クイーンズ区）

|                        | 1 | 2 | 3 | 4 | 5 | 6 | 7 | 8 | 9 | R | H  | E |
| ---------------------- | - | - | - | - | - | - | - | - | - | - | -- | - |
| アトランタ・ブレーブス | 2 | 0 | 0 | 0 | 2 | 0 | 0 | 0 | 0 | 4 | 8  | 1 |
| ニューヨーク・メッツ   | 0 | 0 | 1 | 2 | 3 | 1 | 0 | 0 | X | 7 | 14 | 0 |

1. 勝利：ノーラン・ライアン（1勝）
2. 敗戦：パット・ジャービス（1敗）
3. 本塁打
ATL：ハンク・アーロン3号2ラン、オーランド・セペダ1号2ラン
NYM：トミー・エイジー2号ソロ、ケン・ボズウェル2号2ラン、ウェイン・ギャレット1号2ラン
4. 審判
［球審］エド・スドル
［塁審］一塁: エド・バーゴ、二塁: クリス・ペレコダス、三塁: メル・スタイナー
［外審］左翼: アル・バーリック、右翼: オーギー・ドナテリ
5. 昼間試合  試合時間: 2時間24分  観客: 5万4195人
詳細: MLB.com Gameday / Baseball-Reference.com

| アトランタ・ブレーブス | アトランタ・ブレーブス | アトランタ・ブレーブス | アトランタ・ブレーブス | アトランタ・ブレーブス                                                                                      | ニューヨーク・メッツ | ニューヨーク・メッツ | ニューヨーク・メッツ | ニューヨーク・メッツ | ニューヨーク・メッツ |
| ---------------------- | ---------------------- | ---------------------- | ---------------------- | --- | -------------------- | -------------------- | -------------------- | -------------------- | --- |
| 打順                   | 守備                   | 選手                   | 打席                   | P・ジャービスB・ディディエーO・セペダF・ミヤーンC・ボイヤーG・ガリードR・カーティーT・ゴンザレスH・アーロン | 打順                 | 守備                 | 選手                 | 打席                 | G・ジェントリーJ・グロートE・クレイン · プールK・ボズウェルW・ギャレットB・ハレルソンC・ジョーンズT・エイジーA・シャムスキー |
| 1                      | 二                     | F・ミヤーン            | 右                     | P・ジャービスB・ディディエーO・セペダF・ミヤーンC・ボイヤーG・ガリードR・カーティーT・ゴンザレスH・アーロン | 1                    | 中                   | T・エイジー          | 右                   | G・ジェントリーJ・グロートE・クレイン · プールK・ボズウェルW・ギャレットB・ハレルソンC・ジョーンズT・エイジーA・シャムスキー |
| 2                      | 中                     | T・ゴンザレス          | 左                     | P・ジャービスB・ディディエーO・セペダF・ミヤーンC・ボイヤーG・ガリードR・カーティーT・ゴンザレスH・アーロン | 2                    | 三                   | W・ギャレット        | 左                   | G・ジェントリーJ・グロートE・クレイン · プールK・ボズウェルW・ギャレットB・ハレルソンC・ジョーンズT・エイジーA・シャムスキー |
| 3                      | 右                     | H・アーロン            | 右                     | P・ジャービスB・ディディエーO・セペダF・ミヤーンC・ボイヤーG・ガリードR・カーティーT・ゴンザレスH・アーロン | 3                    | 左                   | C・ジョーンズ        | 右                   | G・ジェントリーJ・グロートE・クレイン · プールK・ボズウェルW・ギャレットB・ハレルソンC・ジョーンズT・エイジーA・シャムスキー |
| 4                      | 左                     | R・カーティー          | 右                     | P・ジャービスB・ディディエーO・セペダF・ミヤーンC・ボイヤーG・ガリードR・カーティーT・ゴンザレスH・アーロン | 4                    | 右                   | A・シャムスキー      | 左                   | G・ジェントリーJ・グロートE・クレイン · プールK・ボズウェルW・ギャレットB・ハレルソンC・ジョーンズT・エイジーA・シャムスキー |
| 5                      | 一                     | O・セペダ              | 右                     | P・ジャービスB・ディディエーO・セペダF・ミヤーンC・ボイヤーG・ガリードR・カーティーT・ゴンザレスH・アーロン | 5                    | 二                   | K・ボズウェル        | 左                   | G・ジェントリーJ・グロートE・クレイン · プールK・ボズウェルW・ギャレットB・ハレルソンC・ジョーンズT・エイジーA・シャムスキー |
| 6                      | 三                     | C・ボイヤー            | 右                     | P・ジャービスB・ディディエーO・セペダF・ミヤーンC・ボイヤーG・ガリードR・カーティーT・ゴンザレスH・アーロン | 6                    | 一                   | E・クレインプール    | 左                   | G・ジェントリーJ・グロートE・クレイン · プールK・ボズウェルW・ギャレットB・ハレルソンC・ジョーンズT・エイジーA・シャムスキー |
| 7                      | 捕                     | B・ディディエー        | 両                     | P・ジャービスB・ディディエーO・セペダF・ミヤーンC・ボイヤーG・ガリードR・カーティーT・ゴンザレスH・アーロン | 7                    | 捕                   | J・グロート          | 右                   | G・ジェントリーJ・グロートE・クレイン · プールK・ボズウェルW・ギャレットB・ハレルソンC・ジョーンズT・エイジーA・シャムスキー |
| 8                      | 遊                     | G・ガリード            | 右                     | P・ジャービスB・ディディエーO・セペダF・ミヤーンC・ボイヤーG・ガリードR・カーティーT・ゴンザレスH・アーロン | 8                    | 遊                   | B・ハレルソン        | 両                   | G・ジェントリーJ・グロートE・クレイン · プールK・ボズウェルW・ギャレットB・ハレルソンC・ジョーンズT・エイジーA・シャムスキー |
| 9                      |                        | P・ジャービス          | 右                     | P・ジャービスB・ディディエーO・セペダF・ミヤーンC・ボイヤーG・ガリードR・カーティーT・ゴンザレスH・アーロン | 9                    | 投                   | G・ジェントリー      | 右                   | G・ジェントリーJ・グロートE・クレイン · プールK・ボズウェルW・ギャレットB・ハレルソンC・ジョーンズT・エイジーA・シャムスキー |
| 先発投手               | 先発投手               | 先発投手               | 投球                   | P・ジャービスB・ディディエーO・セペダF・ミヤーンC・ボイヤーG・ガリードR・カーティーT・ゴンザレスH・アーロン | 先発投手             | 先発投手             | 先発投手             | 投球                 | G・ジェントリーJ・グロートE・クレイン · プールK・ボズウェルW・ギャレットB・ハレルソンC・ジョーンズT・エイジーA・シャムスキー |
| P・ジャービス          | P・ジャービス          | P・ジャービス          | 右                     | P・ジャービスB・ディディエーO・セペダF・ミヤーンC・ボイヤーG・ガリードR・カーティーT・ゴンザレスH・アーロン | G・ジェントリー      | G・ジェントリー      | G・ジェントリー      | 右                   | G・ジェントリーJ・グロートE・クレイン · プールK・ボズウェルW・ギャレットB・ハレルソンC・ジョーンズT・エイジーA・シャムスキー |